# Oxid gadolinitý
Oxid gadolinitý je anorganický oxid gadolinia s chemickým vzorcem Gd2O3. Gadolinium je v něm přítomno v oxidačním stavu III. Je to jedna z nejběžněji dostupných sloučenin gadolinia. Deriváty oxidu gadolinitého jsou potenciální kontrastní látky pro zobrazování magnetickou rezonancí.

## Struktura
Oxid gadolinitý krystalizuje ve dvou polymorfních strukturách a to v kubické a monoklonické soustavě. Struktura krystalizující v kubické soustavě krystalizuje s prostorovou grupou Ia3 (číslo 206) a strukturou typu oxidu manganitého. Druhý polymorf je monoklonický s prostorovou grupou C2/m (číslo 12). Při pokojové teplotě je kubický polymorf více stabilní. Teplota změny modifikace je 1200 °C. Při teplotě nad 2100 °C převládá hexagonální fáze.